# Sân bay quốc tế Yogyakarta
Sân bay quốc tế Yogyakarta (tiếng Indonesia: Bandar Udara Internasional Yogyakarta, tiếng Java: ꦥꦥꦤ꧀ꦄꦁꦒꦼꦒꦤꦆꦤ꧀ꦠꦼꦂꦤꦱꦶꦪꦺꦴꦤꦭ꧀ꦔꦪꦺꦴꦒꦾꦏꦂꦠ, đã Latinh hoá: Papan Anggêgana Internasiyonal Ngayogyakarta) hoặc Sân bay quốc tế Kulon Progo (IATA: YIA, ICAO: WAHI) là một sân bay nằm ở khu vực Temon của huyện Kulon Progo, phục vụ Đặc khu Yogyakarta, ở Java, Indonesia.
Sân bay được điều hành bởi Angkasa Pura I. Sân bay này sẽ thay thế sân bay quốc tế Adisutjipto của thành phố Yogyakarta, hiện đang quá sức. Sân bay bắt đầu hoạt động vào ngày 6 tháng 5 năm 2019 với chuyến bay đầu tiên, chuyến bay Citilink từ sân bay quốc tế Halim Perdanakusuma của Jakarta. Các chuyến bay thương mại sẽ dần được di chuyển từ Sân bay quốc tế Adisucipto cũ. Mặc dù đường băng và các phương tiện khác cho các chuyến bay quốc tế đã hoạt động, nhưng đến giữa tháng 8 năm 2019 không có chuyến bay quốc tế nào. Vào giữa tháng 9 năm 2019, 80 phần trăm các công trình đầu cuối đã kết thúc và dự đoán sẽ hoàn thành vào cuối năm 2019, vì vậy nó sẽ hoạt động đầy đủ vào đầu năm 2020.